# Barkskepp
- Övre vänster: Stålbarken Statsraad Lehmkuhl, 2007.
- Övre höger: Tremastade barken USRC Salmon P. Chase, 1878–1907.

Bark eller barkskepp (genom franska: barque, av medeltidslatin: barca, "lastbåt") är i modern tid ett tre- eller flermastat fartyg vars aktersta mast, mesanmasten, är gaffelriggad och resten av masterna råriggade. Till skillnad från de övriga masterna saknar mesanmasten märs och har endast salning. På mesanmasten förs ett gaffelsegel, kallat mesan, och ovanför detta ett gaffeltoppsegel, som löper på mesanstången (mastens förlängning) och halas ut på gaffeln. På större barkskepp  är mesanseglet ofta delat, och en mindre gaffel finns då ungefär mitt på undermasten. För övrigt är ett barkskepp tacklat som ett "fullriggat" skepp eller en fregatt.

## Utformning
Ordet bark användes ursprungligen om en i örlogsflottan använd segelbåt, av ursprung i Medelhavet, med två master, vardera med ett gaffelsegel. Det blev senare en förkortad benämning på barkskepp.
En bark kan seglas med mindre besättning än en fullriggare, men är i oceanfart betydligt bättre än skonare. Barken är därför den segelfartygstyp som längst kunde konkurrera med ångfartygen i oceanfart, efter att inte ens klipperskepp längre klarade sig på de mer vinstbringande traderna. Stora barkskepp av stål (eng.  windjammer) kunde byggas och seglas ekonomiskt in på 1920-talet. Ålänningen Gustaf Erikson höll en flotta av segelfartyg fram till efter andra världskriget, köpta billigt, ofta bara för skrotvärdet, av rederier som övergått till ångfartyg.

## Bevarade barkskepp (urval)

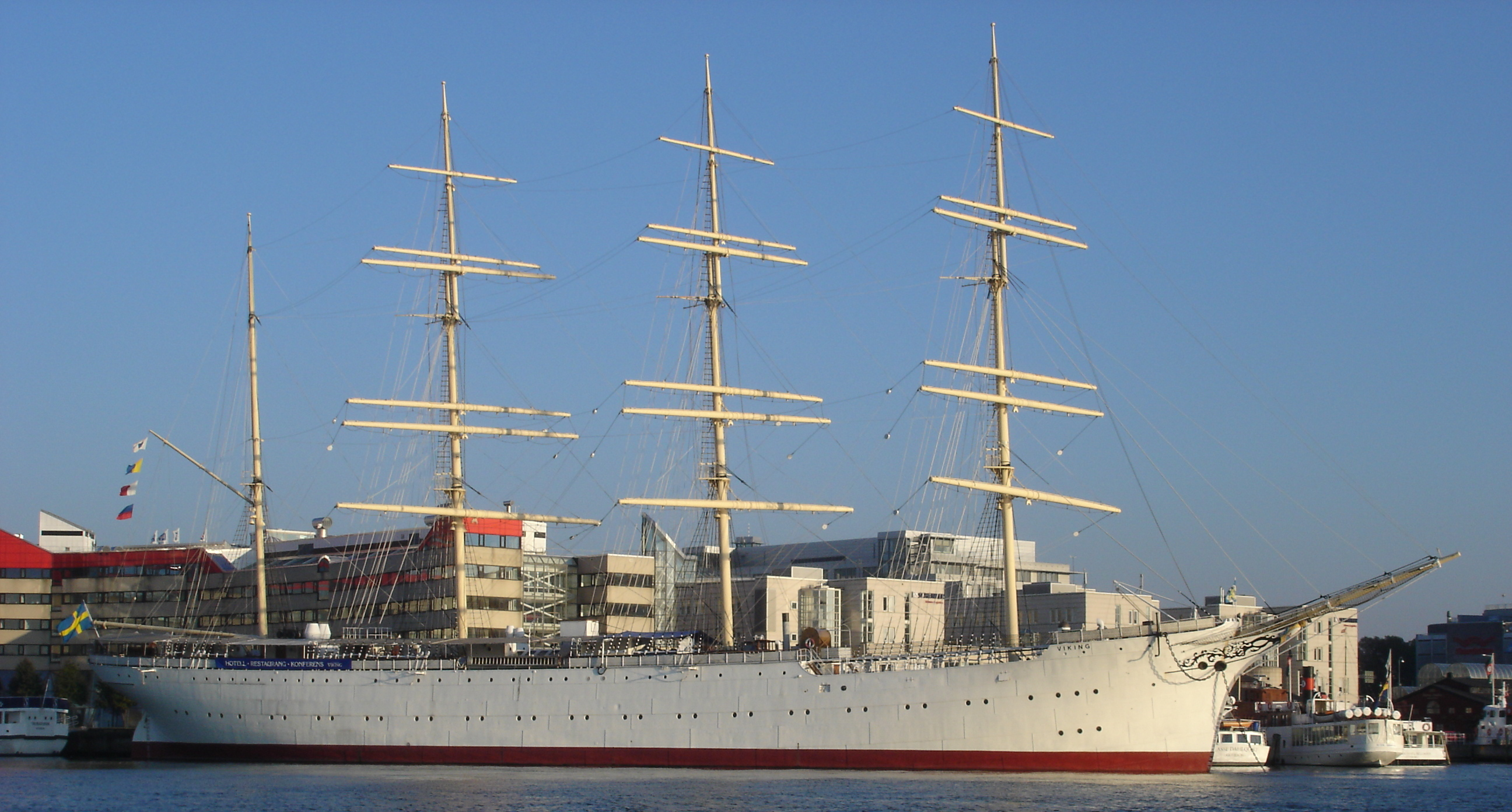
Barken Viking, byggd 1906, ligger förtöjd vid Lilla Bommen i Göteborg.

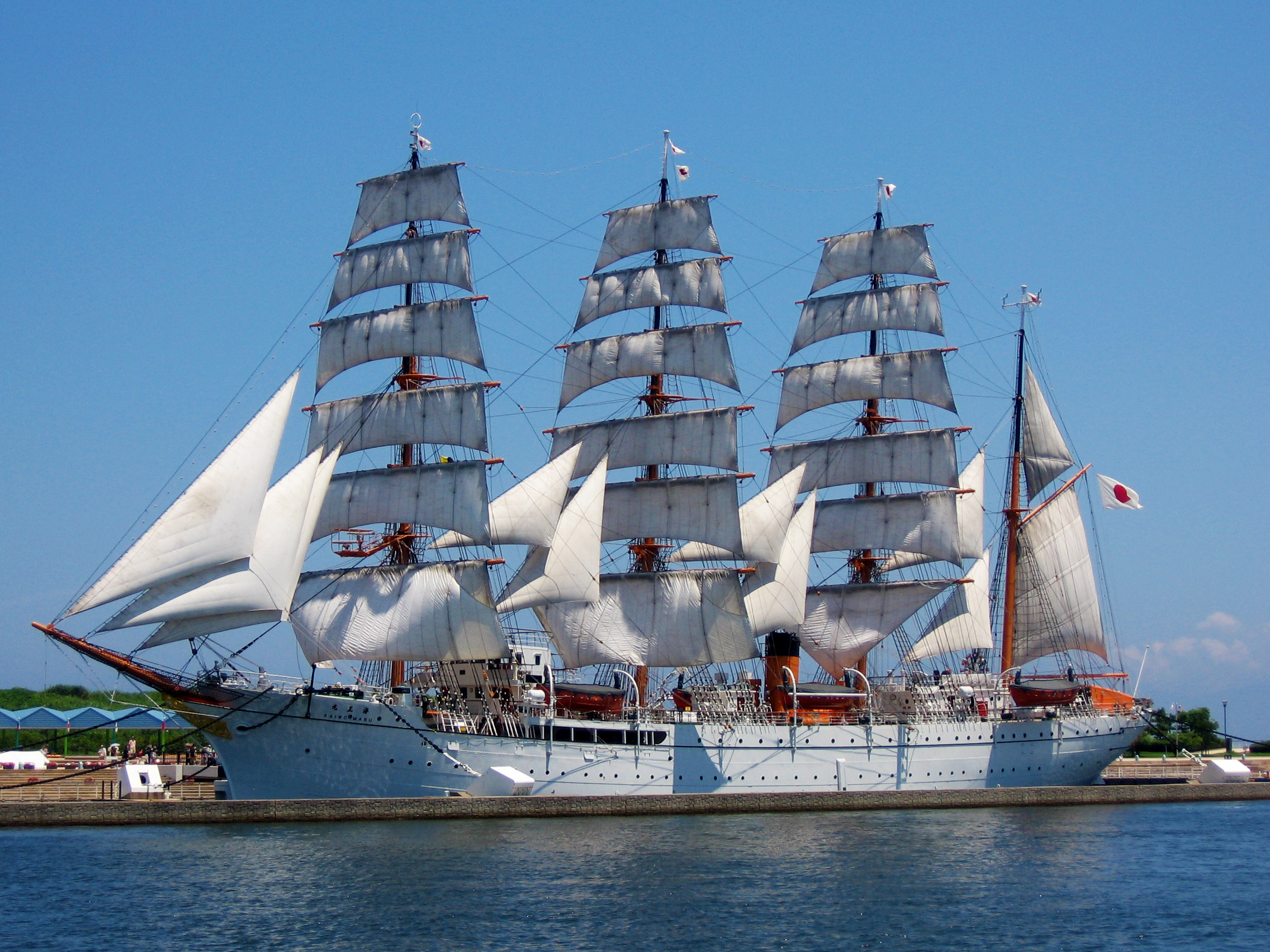
Det japanska skolskeppet Kaiwo Maru, byggt 1930.

Bland barkskepp, som bevarats som seglande skolfartyg, museifartyg eller hotellfartyg kan nämnas:
- tremastade barken T/S Gunilla, byggd 1940 i Oskarshamn, numera seglande skolfartyg vid Öckerö seglande gymnasieskola.
- tremastade barken, valfångstfartyget Charles W. Morgan, sjösatt 1841, tagen ur bruk 1921, nu museifartyg i Mystic, Connecticut.
- tremastade barken Sigyn, byggd av trä på Gamla varvet i Göteborg 1887, numera museifartyg i en flytdocka i Åbo.
- fyrmastade barken Pommern, byggd av stål i Glasgow och sjösatt 1903, numera museifartyg i Västra hamnen i Mariehamn
- fyrmastade stålbarken Moshulu byggd i Skottland 1904,numera restaurang i Philadelphia i USA
- fyrmastade stålbarken Viking byggd av Burmeister & Wain i Köpenhamn, sjösatt 1 december 1906, numera hotell och restaurangfartyg i Göteborg.
- fyrmastade stålbarken Passat byggd i Hamburg 1911, numera museifartyg och vandrarhem i Travemünde, Tyskland
- tremastade stålbarken Statsraad Lehmkuhl byggd 1914 som tyska skolfartyget Grossherzog Friedrich August, sedan 1921 hemmahörande i Bergen och seglande för olika uppdragsgivare.
- fyrmastade stålbarken Sedov byggd 1921 som tyska Magdalena Vinnen II, senare Kommodore Johnsen, sovjetiskt krigsbyte 1945, numera ryskt skolfartyg.
- fyrmastade stålbarken Kruzenshtern byggd 1926 som tyska Padua, sovjetiskt krigsbyte 1946, numera ryskt skolfartyg.
- tremastade barken Sagres III byggd av stål på Blohm + Voss i Hamburg, sjösatt 1937, numera seglande skolfartyg i Portugals marin.

### Webbkällor
- Barkskepp i Nordisk familjebok (andra upplagan, 1904)